# La Chapelle-Rambaud
La Chapelle-Rambaud település Franciaországban, Haute-Savoie megyében. Lakosainak száma 251 fő (2022. január 1.). La Chapelle-Rambaud Arbusigny, Etaux, Pers-Jussy és Fillière községekkel határos.

## Népesség
A település népességének változása:
| Lakosok száma | 243  | 252  | 262  | 256  | 260  | 261  | 258  | 254  | 251  |
|               | 2013 | 2015 | 2016 | 2017 | 2018 | 2019 | 2020 | 2021 | 2022 |